# Alephoo
Alephoo es un software para clínicas y hospitales desarrollado en América Latina. Su plataforma ofrece soluciones integrales de gestión clínica y administrativa mediante funcionalidades como historia clínica electrónica (EHR), sistema de información hospitalaria (HIS), agenda médica, facturación, Customer relationship management (CRM) médico, farmacia, quirófano e inteligencia artificial aplicada.
Está diseñado para mejorar la eficiencia operativa de instituciones de salud, facilitando la digitalización de procesos médicos y administrativos en clínicas y hospitales de distintos tamaños.

## Historia
La empresa fue creada con el objetivo de mejorar la eficiencia en la atención médica mediante herramientas digitales accesibles y escalables. Desde sus inicios, Alephoo ha trabajado con instituciones públicas y privadas en Argentina, facilitando la transformación digital en el ámbito sanitario. Actualmente, Alephoo está presente en 231 centros de salud de 12 países de Latinoamérica.
En 2016, el municipio de Zárate (Provincia de Buenos Aires) implementó el sistema Alephoo como parte de un plan de modernización en centros de salud municipales. Ese mismo año se comenzó a almacenar información de pacientes en formato digital dentro de las unidades sanitarias. Este proceso incluyó también la entrega de equipamiento informático y capacitación a personal de salud.
En 2023, la Secretaría de Salud de Zárate continuó utilizando la plataforma, lo que evidencia su continuidad en el sistema público local.
En Campana, otra ciudad bonaerense, Alephoo fue seleccionado como sistema integral de gestión sanitaria.
En 2024, la Clínica AMIT de Argentina incorporó la solución "Hospital Digital Ecosystem" desarrollada por Alephoo, como parte de su estrategia de modernización tecnológica.

## Producto y funcionalidades
El sistema de Alephoo es modular y se ofrece bajo un modelo de software como servicio. Entre sus principales funcionalidades se incluyen:
- Historia clínica electrónica
- Gestión de turnos médicos multicanal.
- Gestión de quirófano, farmacia e inventarios
- Administración de pacientes y profesionales.
- Facturación electrónica y autorizaciones.
- Reportes e indicadores para toma de decisiones.
- Integración con sistemas externos mediante estándares como HL7.

Además, la plataforma permite el acceso remoto tanto a profesionales como a pacientes, promoviendo una comunicación más fluida y segura. En 2024, fue utilizada como base para el desarrollo de un portal de salud ciudadano en Campana.

## Enfoque tecnológico
Alephoo utiliza tecnologías basadas en la nube y contempla principios de interoperabilidad, seguridad de la información y escalabilidad. Su diseño está orientado a cumplir con normativas locales de protección de datos y requisitos técnicos de instituciones de salud pública y privada.

## Alcance geográfico
El software ha sido implementado en clínicas privadas, centros de diagnóstico y hospitales de México, Colombia, Perú, Panamá, Argentina y República Dominicana.